# Scinax nasicus
Scinax nasicus é uma espécie de anfíbio da família Hylidae. Pode ser encontrada na Argentina, Uruguai, Brasil, Paraguai e Bolívia.